# Jiří Pták
Jiří Pták (* 24. März 1946 in Děčín) ist ein ehemaliger tschechoslowakischer Steuermann im Rudern, der von 1968 bis 1992 sechsmal an Olympischen Spielen teilnahm. Bei Weltmeisterschaften gewann er drei Silbermedaillen und eine Bronzemedaille. 

## Sportliche Karriere
Der 1,72 m große Jiří Pták begann seine sportliche Karriere bei Slavía Děčín. Später war bei Slavia Prag und bei Dukla Prag.
Bei seiner ersten Olympiateilnahme 1968 in Mexiko-Stadt erreichte Pták mit dem tschechoslowakischen Achter das A-Finale und belegte mit drei Sekunden Rückstand auf den drittplatzierten Achter aus der Sowjetunion den fünften Platz. Vier Jahre später belegte der Achter der Tschechoslowakei den zehnten Platz bei den Olympischen Spielen in München.
Bei den Europameisterschaften 1973 in Moskau siegte der Achter aus der DDR, dahinter gewann der Achter aus der Tschechoslowakei die Silbermedaille vor dem Boot aus der Sowjetunion. Zwei Jahre später belegte der tschechoslowakische Achter den vierten Platz bei den Weltmeisterschaften in Nottingham. 1976 bei den Olympischen Spielen 1976 erreichte der Achter aus der Tschechoslowakei das A-Finale und belegte den sechsten Platz.
1977 und 1978 trat Jiří Pták im Zweier mit Steuermann an. Karel Mejta junior, Karel Neffe und Jiří Pták gewannen bei den Weltmeisterschaften 1977 in Amsterdam die Bronzemedaille hinter den Booten aus Bulgarien und aus der DDR. 1978 in Neuseeland siegte der Zweier aus der DDR vor Mejta, Neffe und Pták. 1979 kehrte Pták in den Achter zurück und belegte den siebten Platz bei den Weltmeisterschaften 1979. Im Jahr darauf bei den Olympischen Spielen 1980 in Moskau siegte der Achter aus der DDR vor den Achtern aus dem Vereinigten Königreich und aus der Sowjetunion. Mit einer Sekunde Rückstand auf das Boot aus der Sowjetunion erreichte der Achter aus der Tschechoslowakei den vierten Platz.
In den nächsten Jahren steuerte Jiří Pták bei Weltmeisterschaften den Vierer mit Steuermann. Bei den Weltmeisterschaften 1981 belegten Vojtěch Caska, Josef Neštický, Jan Kabrhel, Karel Neffe und Jiří Pták den vierten Platz. Im Jahr darauf bei den Weltmeisterschaften in Luzern siegte der Vierer aus der DDR, das Boot aus der Tschechoslowakei gewann in der gleichen Besetzung wie im Vorjahr die Silbermedaille. 1983 belegte die Crew in der weiterhin gleichen Besetzung den fünften Platz bei den Weltmeisterschaften. 1984 konnten die Ruderer aus der Tschechoslowakei wegen des Olympiaboykotts nicht an den Olympischen Spielen teilnehmen. Bei den Weltmeisterschaften 1985 traten Vojtěch Caska, Dušan Vičík, Jan Kabrhel, Petr Hlídek und Jiří Pták im Vierer an und belegten den vierten Platz. 1986 in Nottingham belegte die Crew in der gleichen Besetzung den fünften Rang. Bei den Weltmeisterschaften 1987 trat Pták zusammen mit Michal Šubrt und Pavel Pevný im Zweier an und belegte den achten Platz. Auch bei den Olympischen Spielen 1988 steuerte er den Zweier, diesmal mit Jan Kabrhel und Milan Škopek. Die Crew erreichte den siebten Platz.
1989 kehrte Pták in den Vierer zurück. Bei den Weltmeisterschaften in Bled gewannen Michal Šubrt, Pavel Menšík, Dušan Vičík, Dušan Macháček und Jiří Pták die Silbermedaille hinter dem rumänischen Vierer. Im Jahr darauf belegte der Vierer mit Dušan Businský statt Šubrt den achten Platz bei den Weltmeisterschaften 1990. 1991 in Wien ruderte der erneut umbesetzte tschechoslowakische Vierer auf den zwölften Platz. Zum Abschluss seiner internationalen Karriere steuerte Jiří Pták bei den Olympischen Spielen 1992 noch einmal den Achter, der aber nur den zwölften Platz belegte.